# 大叔的愛 (香港電視劇)
《大叔的愛》（英語：Ossan's Love (HK version)）是由香港電視娛樂製作的同性愛情喜劇，改編自日本朝日電視台同名電視劇《大叔的愛》。本劇由2021年6月28日至7月16日，逢星期一至五21:30－22:30，於ViuTV首播。製作特輯《大叔的愛製作特輯》則在2021年6月26日23:00－23:30，於ViuTV播映。由黃德斌、呂爵安、盧瀚霆主演，邱士縉、簡慕華、陳子豐、楊偉倫、練美娟及徐㴓喬聯合演出。

## 故事大綱
喜歡身材好的女生的地產代理田一雄（呂爵安飾）偶然發現上司KK（黃德斌飾）對自己示愛。同一時間，剛入職的新同事凌少牧（盧瀚霆飾）亦向田一雄表白了。面對著兩人的心意，既不懂表達，又不懂拒絕，田一雄將如何選擇、3人關係將如何發展？

## 播出時間
| 頻道/影音     | 所在地                                         | 播出日期                 | 播出時間                                                | 備註                                        |
| ViuTV         | 香港                                           | 2021年6月28日－7月16日   | 逢星期一至五 21:30－22:30                               |                                             |
| LINE TV       | 臺灣                                           | 2021年6月28日－7月16日   | 逢星期一至五 21:30                                      | 點播上架                                    |
| KKTV          | 臺灣                                           | 2021年6月28日－7月16日   | 逢星期一至五 21:30                                      | 點播上架                                    |
| 中華電信MOD   | 臺灣                                           | 不適用                   | 不適用                                                  | 點播上架                                    |
| Viu           | 新加坡 · 菲律賓 · 泰國 · 印度尼西亞 · 马来西亚 | 不適用                   | 不適用                                                  | 點播上架 提供英文、泰文及印尼文字幕         |
| 朝日電視台    | 日本                                           | 2021年10月30日－10月31日 | 2021年10月30日 13:00－19:30 2021年10月31日 12:00－18:32 | [ 2 ] [ 3 ] [ 8 ]                           |
| 新時代電視1台 | 加拿大                                         | 2021年10月20日-11月9日   | 逢星期一至五21:00-22:00                                 | 透過有獎遊戲派發「大叔的愛」和ViuTV珍藏禮品 |
| 新時代電視2台 | 加拿大                                         | 2022年9月14日-10月4日    | 逢星期一至五16:00-16:50                                 |                                             |
| KTSF 26       | 美国 (舊金山灣區)                              | 2021年12月6日至24日      | 逢星期一至五21:00-22:00                                 | 透過有獎遊戲派發「大叔的愛」珍藏禮品        |

## 角色

### 主要角色
| 演員           | 角色   | 備註 |
| 黃德斌         | 翟國強 | KK 地產公司分行總經理，於第13集調至台灣分行 田一雄之上司，並暗戀其 凌少牧之上司兼情敵 周政文、呂俊霖、賴嘉雯之上司 袁慧珠之夫，於第1集和袁慧珠慶祝結婚20周年，但於第2集因暗戀田一雄向其提出離婚 於第1集幫助被誤會非禮的田一雄 於第1集向田一雄表白，於第6集遭其拒絕 於第2集被田一雄救助，避免被掉下廣告牌砸傷 於第3集為田一雄烹飪午餐飯盒，遇見同樣喜歡田一雄的凌少牧前來對峙 於第5集向袁慧珠坦白自己愛上田一雄 於第9集和袁慧珠辦理離婚手續正式離婚 於第11集為追求田一雄，刻意安排與其到台灣出差，並遵從袁慧珠建議對田一雄展開追求，但失敗 於第13集照顧因失戀變得頹廢的田一雄 於第13集宣佈應總公司要求前往台灣新分部做開荒牛，並安排田一雄同行 於第14集向田一雄表白被允許，一年後求婚被允許，並同集休假回港向眾人宣佈婚訊 於第15集知道田一雄依然愛著凌少牧及不想和其結婚，決定取消婚宴酒會，並鼓勵其重新追求凌少牧 於第15集回到香港的地產公司以新職員身份工作 原著角色：黑澤武藏（吉田鋼太郎飾） |
| 呂爵安         | 田一雄 | 阿田、田田（翟國強專稱）、Tina（袁慧珠專稱） 地產代理 翟國強之下屬，被其暗戀 凌少牧之同事兼室友，被其暗戀 方梓芊之青梅竹馬，被其暗戀 周政文之同事兼情敵 呂俊霖、賴嘉雯之同事 患有五十肩 於第1集被誤會非禮女性，幸得翟國強解圍 於第1集因凌少牧找住屋而提議與其同居，其於第12集因分手搬出 於第1集被翟國強表白，於第六集拒絕其 於第2集為保護翟國強以身擋下掉下的廣告牌入院 於第2集被凌少牧在浴室表白並強吻 於第4集受袁慧珠所託協助尋找翟國強的第三者，最終於第5集被其知悉第三者是自己 於第6集要求方梓芊假扮他另一半，但被賴嘉雯看穿 於第7集起與方梓芊同住，於第9集搬出 於第8集發現方梓平簽署的詐騙合約簽署有誤，但因為證據不足失敗而回 於第8集挽留凌少牧時被方梓芊撞見從後擁抱凌少牧 於第9集答應與凌少牧成為情侶，於第12集被其提出分手 於第11集向同事們出櫃 於第11集與翟國強到台灣出差 於第11集和凌少牧前往大澳遊玩 於第12集被方梓芊表白 於第13集因失戀自暴自棄，受翟國強照顧 於第13集嘗試跟凌少牧復合卻失敗 於第13集被翟國強安排和其到台灣做新公司開荒牛 於第14集答應翟國強之表白，並在一年後答應與其結婚 於第15集在翟國強鼓勵下，重新追求凌少牧，向其表白並復合 於第15集和凌少牧復合後前往台灣分部工作 原著角色：春田創一（田中圭飾） |
| 何柏熹（童年） | 田一雄 | 阿田、田田（翟國強專稱）、Tina（袁慧珠專稱） 地產代理 翟國強之下屬，被其暗戀 凌少牧之同事兼室友，被其暗戀 方梓芊之青梅竹馬，被其暗戀 周政文之同事兼情敵 呂俊霖、賴嘉雯之同事 患有五十肩 於第1集被誤會非禮女性，幸得翟國強解圍 於第1集因凌少牧找住屋而提議與其同居，其於第12集因分手搬出 於第1集被翟國強表白，於第六集拒絕其 於第2集為保護翟國強以身擋下掉下的廣告牌入院 於第2集被凌少牧在浴室表白並強吻 於第4集受袁慧珠所託協助尋找翟國強的第三者，最終於第5集被其知悉第三者是自己 於第6集要求方梓芊假扮他另一半，但被賴嘉雯看穿 於第7集起與方梓芊同住，於第9集搬出 於第8集發現方梓平簽署的詐騙合約簽署有誤，但因為證據不足失敗而回 於第8集挽留凌少牧時被方梓芊撞見從後擁抱凌少牧 於第9集答應與凌少牧成為情侶，於第12集被其提出分手 於第11集向同事們出櫃 於第11集與翟國強到台灣出差 於第11集和凌少牧前往大澳遊玩 於第12集被方梓芊表白 於第13集因失戀自暴自棄，受翟國強照顧 於第13集嘗試跟凌少牧復合卻失敗 於第13集被翟國強安排和其到台灣做新公司開荒牛 於第14集答應翟國強之表白，並在一年後答應與其結婚 於第15集在翟國強鼓勵下，重新追求凌少牧，向其表白並復合 於第15集和凌少牧復合後前往台灣分部工作 原著角色：春田創一（田中圭飾） |
| 盧瀚霆         | 凌少牧 | 阿牧 地產代理 曾居住於大澳 翟國強之下屬兼情敵 田一雄之同事兼室友，並暗戀其 周政文之同事兼前男友，在前公司為其下屬 於第1集接替離職的Mary，成為呂俊霖、賴嘉雯之同事 於第1集因要找住屋而接受田一雄提議成為其室友，於第12集因分手搬出 於第2集在浴室向田一雄表白並強吻其 於第3集得知翟國強喜歡田一雄，因而妒忌和翟國強對峙爭執 於第6集為協助Ryan一圓心願，騙周政文到親子羽毛球比賽場地參與比賽 於第6集拒絕與周政文復合 於第7集起與方梓芊同住，於第9集搬出 於第8集發現方梓平錄下簽署詐騙合約時的對話，成功以此為證據取消詐騙合約 於第8集因爭風呷醋打算遷離田一雄寓所到周政文處暫住，被田一雄挽留 於第9集與田一雄成為情侶，於第12集提出分手 於第11集生病，受周政文照顧 於第11集病癒後和田一雄前往大澳遊玩 於第12集帶田一雄回家並向父親出櫃 於第15集約田一雄於海濱天橋見面，被爽約 於第15集答允田一雄之表白復合，並前往台灣分部工作 原著角色：牧凌太（林遣都飾） |
| 邱士縉         | 呂俊霖 | Louis 地產代理 翟國強之下屬 田一雄之同事兼情敵 凌少牧、賴嘉雯、周政文之同事 花心，喜歡偷懶，常把工作推卸給田一雄 於第1集被前女友找上公司要求復合，因拒絕其被掌摑 暗戀方梓芊，於第9集鼓勵其向田一雄表白後放棄 受袁慧珠所託為其尋找房子而與其成為好友，後暗戀其 於第11集向袁慧珠表白，於第12集再次向其表白，被其答允 於第14集向袁慧珠求婚，但被拒 於第14集向Nancy詢問如何和袁慧珠長遠發展 於第15集向袁慧珠再次求婚，被答允 原著角色：栗林歌麻呂（金子大地飾） |
| 簡慕華         | 袁慧珠 | Francesca、翟太（離婚前）、袁小姐 翟國強之妻，於第一集和他慶祝結婚20周年，但於第2集被其提出離婚 因託呂俊霖為自己尋找房子而成為其好友，後為其女友 於第2集向Nancy求助，得知翟國強外遇，遂跟蹤其欲找出第三者，並於第4集托田一雄和她找出第三者，最後在第5集發現第三者是田一雄 於第8集目睹翟國強被拒愛而替其感難過痛哭，繼而於第8集決定及於第9集和其辦理離婚手續正式離婚 於第11集向翟國強提供追求田一雄的建議 於第11集被呂俊霖表白，於第12集再次被其表白並答應其 於第14集被呂俊霖求婚，但拒絕其 於第15集被呂俊霖再次求婚，並答允其 原著角色：黑澤蝶子（婚前舊姓西園寺）（大塚寧寧飾） |
| 陳子豐         | 周政文 | Darren 客戶經理，於第13集因接替前往台灣的翟國強而升為分行總經理 翟國強之下屬 凌少牧之同事兼前男友，在前公司為其上司，仍暗戀其 田一雄之同事兼情敵 Karen之前夫 Ryan之父 呂俊霖、賴嘉雯之同事(第13集前) 於第6集拒絕和Ryan參與親子羽毛球比賽，但同集被凌少牧訛稱要和客戶會面帶到比賽場地，最終決定圓Ryan心願參與比賽 於第6集欲挽回與凌少牧的感情卻遭其拒絕 於第9集哭求田一雄放棄凌少牧 於第11集照顧生病的凌少牧 原著角色：武川政宗（真島秀和飾） |
| 練美娟         | 賴嘉雯 | Carmen、Carmen姐 行政助理 翟國強之下屬 田一雄、凌少牧、呂俊霖、周政文之同事 愛打聽消息，非常饞嘴，喜歡在工作時吃零食和炸雞腿 於第2集遇見跟蹤翟國強的袁慧珠，被其要求保密，但在第4集向田一雄、呂俊霖、周政文告密 於第5集前往選秀節目《全民造星V》試鏡表演中國舞，被淘汰 於第6集看穿田一雄和方梓芊假扮情侶 於第8集被田一雄質疑和方梓平拍拖，原否認，後來在第9集承認 於第14集知悉田一雄和翟國強的婚訊 原著角色：瀨川舞香（伊藤修子飾） |
| 楊偉倫         | 方梓平 | Pierre、平哥、大佬平、平平（賴嘉雯專稱） 原名方鐵平，方梓平是藝名 西廚，「Wonderful Bristol」之老闆 方梓芊之兄 田一雄之好友 中法混血兒 於第5集前往選秀節目《全民造星V》試鏡表演棟篤笑，被淘汰，遇見也來試鏡的賴嘉雯 於第7集被騙走自住物業，需要居住在餐廳 於第8集被田一雄懷疑和賴嘉雯拍拖，原否認，後來在第9集向田一雄承認暗戀賴嘉雯 於第8集靠自己錄下簽署詐騙合約時的對話，成功取消合約拿回居住單位 原著角色：荒井鐵平(夫)（兒嶋一哉飾） |
| 徐㴓喬         | 方梓芊 | 梓芊、阿芊 田一雄之青梅竹馬，並暗戀其 被呂俊霖暗戀 方梓平之妹 中法混血兒 於第6集被田一雄要求假裝其另一半，但被賴嘉雯看穿 於第7集起因居住單位被騙走，與田一雄及凌少牧同住，於第九集搬出 於第8集撞見田一雄從後擁抱凌少牧，一時爭風呷醋無法接受逃跑 於第12集向田一雄表白 於第15集結交到男朋友 原著角色：荒井千鶴（內田理央飾） |
| 符蓉（童年）   | 方梓芊 | 梓芊、阿芊 田一雄之青梅竹馬，並暗戀其 被呂俊霖暗戀 方梓平之妹 中法混血兒 於第6集被田一雄要求假裝其另一半，但被賴嘉雯看穿 於第7集起因居住單位被騙走，與田一雄及凌少牧同住，於第九集搬出 於第8集撞見田一雄從後擁抱凌少牧，一時爭風呷醋無法接受逃跑 於第12集向田一雄表白 於第15集結交到男朋友 原著角色：荒井千鶴（內田理央飾） |

### 其他角色
| 演員   | 角色         | 備註 | 首次出場 |
| 張紋嘉 | 田姊         | 田一雄之姊 於第1集交代懷有身孕 於第11集拜託凌少牧替她和丈夫找房子 原著角色：春田幸枝（春田創一母親）（栗田洋子飾） | 第1集    |
| 蓋世寶 | Nancy        | 袁慧珠之好友，塔羅師 於第2集為袁慧珠占卜，指出翟國強外遇 於第4集協助袁慧珠調查第三者及翟國強行蹤 於第5集懷疑田一雄和翟國強串通，和袁慧珠盤問其 於第8集為袁慧珠占卜，指出她將會引來重新的開始 於第14集解答呂俊霖的疑問                                    | 第1集    |
| 黃可盈 | Mary         | 前地產代理 翟國強之前下屬 田一雄、凌少牧、呂俊霖、賴嘉雯、周政文之前同事 於第1集交代因結婚而離職 | 第1集    |
| 蔡寶欣 | 呂俊霖前女友 | 於第1集找上呂俊霖公司要求復合不果，憤而掌摑其 | 第1集    |
| 蕭彩玉 | 女酒客       | 於第1集和田一雄、凌少牧、呂俊霖飲酒 | 第1集    |
| 練樂儀 | 女酒客       | 於第1集和田一雄、凌少牧、呂俊霖飲酒 | 第1集    |
| 翟秋平 | 女食客       | 於第1集光顧方梓平的餐廳 | 第1集    |
| 王雅誼 | 女食客       | 於第1集光顧方梓平的餐廳 | 第1集    |
| 嚴楚翹 | 女乘客       | 於第1集誤會田一雄非禮其，實為虛驚一場 | 第1集    |
| 曾玉娟 | 大嬸         | 玉姐 於第1集請田一雄為其通渠，並介紹一名女士報答其，被其婉拒 | 第1集    |
| 鄧以豪 | 大叔         | 於第1集刁難田一雄的客人 | 第1集    |
| 黃奕晨 | 俊           | 師兄（田一雄專稱） 田一雄之學長 Kiko之夫 於第2集拜託田一雄替他和妻子Kiko找房子 於第3集和Kiko爭執，後和好 原著角色：棚橋一紀（春田創一之後輩）（澀谷謙人 飾）                                                                                             | 第2集    |
| 方泳琳 | Kiko         | 插畫家，賴嘉雯為其粉絲 俊之妻 於第2集拜託田一雄替她和丈夫俊找房子 於第3集和俊爭執，後和好 原著角色：棚橋陽菜（吉谷彩子飾） | 第2集    |
| 劉綺婷 | 護士         | | 第2集    |
| 張欣怡 | Lucy         | 於第3集在交友軟體結識呂俊霖，見面時被其拒絕 | 第3集    |
| 彭美嫦 | 婆婆         | 十年前田一雄成功開單的第一組客人 | 第3集    |
| 馬嘉莉 | 婆婆女兒     | 十年前田一雄成功開單的第一組客人 | 第3集    |
| 游五珠 | 婆婆         | 迷路阿婆 | 第4集    |
| 黃慧君 | 花姐         | 選秀節目《全民造星V》面試官 | 第5集    |
| 梁業   | 肥仔         | 選秀節目《全民造星V》面試官 | 第5集    |
| 胡俊軒 | Ryan         | 周政文之子 於第5集逃學到地產公司找周政文，被其冷淡對待 於第6集向周政文提出一同參加親子羽毛球比賽的請求，原被拒絕，但因為周政文被凌少牧用計引到比賽場地，最後一圓心願能和周政文一同比賽 於第6集被交代即將移民美國                                         | 第5集    |
| 余逸思 | Karen        | 周政文之前妻 Ryan之母 於第6集被交代即將移民美國 | 第6集    |
| 黃厚仁 | 技安         | 田一雄、方梓芊之小學同學 | 第6集    |
| 陳麗欣 | 女同事       | 凌少牧、周政文之前公司同事 | 第6集    |
| 鄧世祈 | 男客人       | | 第7集    |
| 鍾宛彤 | 女客人       | | 第7集    |
| 潘嘉駿 | 執達吏       | | 第7集    |
| 張俊平 | 看更         | | 第7集    |
| 簡新鋭 | 公公         | 未有受Jason Mo騙取的老人家 | 第7集    |
| 楊依依 | 婆婆         | 未有受Jason Mo騙取的老人家 | 第7集    |
| 陳郁憲 | Jason Mo     | 於第8集以一百萬騙取方梓平住屋 原著角色：石川豪介（加藤啓 飾） | 第8集    |
| 姜秀明 | 女職員       | Jason Mo公司的職員 | 第8集    |
| 陳雅慧 | 女酒客       | 於第8集試圖向呂俊霖搭訕，被其婉拒 | 第8集    |
| 賴國賢 | 律師         | 處理翟國強與袁慧珠離婚手續的律師 | 第9集    |
| 歐鎮灝 | 黃肇奇       | SK 當紅男演員 於第10集拜託田一雄替他找房子 馬潔寧之男友，因其擔心影響工作而不願公開戀情，後在第10集被揭發，在田一雄和凌少牧的經歷啟發下順勢開記者會承認戀情 原著角色：劍崎達巳 （永瀨匡 飾）                                                             | 第9集    |
| 王頌茵 | 馬潔寧       | Kathy 女演員 凌少牧之舊同學兼好友 於第10集拜託凌少牧替她找房子 黃肇奇之女友，但因擔心影響工作不願公開戀情，後在第10集被揭發，在田一雄和凌少牧的經歷啟發下順勢開記者會承認戀情 原著角色：室川檸檬（生駒里奈 飾） 軼事：角色英文名和社交網站均來自演員自己 | 第10集   |
| 彭凱筠 | 大嬸         | 於第10集要求與黃肇奇合照 | 第10集   |
| 陳振威 | 記者         | 於第10集揭發黃肇奇與馬潔寧的戀情 | 第10集   |
| 羅頌華 | 牧父         | 凌少牧之父 事前不知道牧喜歡男生，原本抗拒牧出櫃，但後來於第15集接受 原著角色：牧芳郎（春海四方 飾） | 第12集   |
| 何美好 | 牧母         | 凌少牧之母 與女兒一早知道牧喜歡男生 原著角色：牧志乃（生田智子 飾） | 第12集   |
| 沈殷怡 | 牧姊         | 凌少牧之姊 與母親一早知道牧喜歡男生 原著角色：牧空（牧凌太妹妹）（安倍乙 飾） | 第12集   |
| 麥兆恆 | 男客人       | | 第13集   |
| 羅雄全 | 女客人       | | 第13集   |
| 徐貫國 | 台灣客人     | | 第13集   |
| 胡天佑 | 職員甲       | | 第13集   |
| 葉振弘 | 徐輝明       | Kelvin 新入職地產代理，接替田一雄 凌少牧、呂俊霖、賴嘉雯、周政文之新同事 | 第13集   |
| 莫皓俊 | 職員乙       | | 第14集   |
| 伍庭熾 | 台灣醫生     | 於第14集為翟國強診治 | 第14集   |
| 徐嘉儀 | 女客人       | | 第14集   |
| 吳啟洋 | 方梓芊男朋友 | | 第15集   |
| 區偉權 | 證婚人       | 翟國強與田一雄的婚禮證婚人 | 第15集   |
| 劉燕嫦 | 婆婆         | | 第15集   |
| 盧海鷹 | 婆婆兒子     | | 第15集   |

## 每集列表
| 集數 | 首播日期      | 標題                                    | 備註   |
| 01   | 2021年6月28日 | 驚喜表白 驚きの告白                     | [ 11 ] |
| 02   | 2021年6月29日 | 浴室之初吻 バスルームでの初キス         | [ 11 ] |
| 03   | 2021年6月30日 | 阿田爭奪戰 阿田争奪戦                   | [ 11 ] |
| 04   | 2021年7月1日  | 誰是Tina ティナって誰！？               | [ 11 ] |
| 05   | 2021年7月2日  | 不能説的祕密 言えない秘密               | [ 11 ] |
| 06   | 2021年7月5日  | 上陣不離父子兵 父と一緒に               | [ 12 ] |
| 07   | 2021年7月6日  | 梓芊介入 梓チンの乱入                   | [ 12 ] |
| 08   | 2021年7月7日  | 青梅竹馬 幼なじみ                       | [ 12 ] |
| 09   | 2021年7月8日  | 男朋友 ボーイフレンド                   | [ 12 ] |
| 10   | 2021年7月9日  | 戀情不公開 恋は非公表                   | [ 12 ] |
| 11   | 2021年7月12日 | KK愛之反擊 KKの愛の反撃                 | 結局篇 |
| 12   | 2021年7月13日 | 見家長 家長への挨拶                     | 結局篇 |
| 13   | 2021年7月14日 | 田與牧的考驗 田と牧の試練               | 結局篇 |
| 14   | 2021年7月15日 | 我願意！你願意嗎？ プロポーズの答えは？ | 結局篇 |
| 15   | 2021年7月16日 | 田一雄的抉擇 田一雄の選択               | 大結局 |

## 收視
| 集數   | 播映日期                     | 電視直播收視 | 備註            |
| 1－5   | 2021年6月28日－2021年7月2日  | 6.4點        | 第4集收視7.5點  |
| 6－10  | 2021年7月5日－2021年7月9日   | 6.9點        | 第9集收視7.7點  |
| 11－15 | 2021年7月12日－2021年7月16日 | 7.9點        | 第15集收視8.6點 |

## 評價及反應
《大叔的愛》為香港首套和LGBT有關的改編日本同名電視劇集。播出後便在坊間引起熱烈討論，收視創下ViuTV開台最高紀錄。當中不乏名人觀眾，例如當中女歌手鄭欣宜曾在社交網站Instagram表示自己過於投入劇情而落淚。劇中演員如黃德斌、簡慕華、練美娟、徐㴓喬亦因此劇備受關注。
但最備受大眾讚賞的是本劇作為以同性愛情為主題的電視劇，沒有將LGBT族群加以醜化。香港男歌手藍奕邦在立場新聞撰文指過去TVB電視劇常將對LGBT群組的負面古舊刻板印象放大，而此劇「將廣大香港觀眾對LGBT群組的印象提升到應有的嶄新面貌」。香港女演員麥明詩亦附和藍奕邦的說法，批評香港的主流媒體如TVB仍不斷直接或間接地宣揚有害的刻板印象，並指出香港主流媒體的轉變落後，呼籲它們注重以韌性、堅忍作為女性氣質而非只注重於儀態和「扮靚」。爭取同性戀平權組織大愛同盟總幹事梁兆輝指社會大眾對同性親匿關係相當接受，形容是史無前例，可喜可賀。
另一邊廂，批評聲音則認為本劇衝擊既有的一男一女家庭觀念。建制派立法會議員何君堯在香港書展活動上以「糖衣大麻」比喻本劇，指「推廣同性戀是違反國安法，因為中國傳統價值觀是一男一女的家庭觀，目前中國正推動三孩政策。」大愛同盟則反駁該等言論，指「中國傳統價值從來不是一男一女，曾有三妻四妾」，又反問不育夫婦是否也違反國安法，直斥何的言論「荒唐程度十級」。
2021年7月20日，林鄭月娥出席行政會議前，有記者就此劇熱播及大眾對性小眾接受程度提高，問及其現時法例對性小眾保障是否足夠。林鄭月娥回應指，香港是多元社會，不應對性小眾採取歧視，但表明香港社會就為性小眾法律地位未有共識，仍然是一個非常爭議性的議題，平等機會委員會會適當地研究最新情況，向政府提供意見。她則自稱沒有觀看此劇，反而推介香港電台當時「國劇830」播放的內地軍旅劇《號手就位》。
此劇亦受原版《大叔的愛》的製作團隊讚賞。2021年7月21日，日版《大叔的愛》導演之一的齊藤由貴在Twitter轉發港版《大叔的愛》大結局收視新聞時，讚香港團隊的製作。指此劇對原作的尊重和熱愛令其相當佩服，並感謝港版《大叔的愛》的製作團隊。而日版飾演地產公司女員工瀨川舞香的伊藤修子亦同日在Twitter提到對練美娟的演繹留下深刻印象，向來喜歡香港文化的她更以廣東話留言：「Carmen姐嘅蒙古姑娘的日常好笑！」。練美娟則在Instagram隔空回應感謝伊藤修子讚賞：「好開心得到本尊嘅認同啊～一直都知道你好喜歡香港文化，下次嚟香港，我教你跳羊奶舞好無，多謝你啊伊藤修子！」。

## 獎項及提名
| 類別               | 典禮日期     | 獎項             | 獲獎與入圍者                 | 結果                 | 參考資料 |
| 觀眾在民間電視大獎 | 2022年2月7日 | 民選最佳劇集     | 《大叔的愛》                 | 獲獎                 | [ 30 ]   |
| 觀眾在民間電視大獎 | 2022年2月7日 | 民選最佳劇本     | 《大叔的愛》                 | 獲獎                 | [ 30 ]   |
| 觀眾在民間電視大獎 | 2022年2月7日 | 民選最佳攝影     | 《大叔的愛》                 | 獲獎                 | [ 30 ]   |
| 觀眾在民間電視大獎 | 2022年2月7日 | 民選最佳男主角   | 盧瀚霆                       | 獲獎                 | [ 30 ]   |
| 觀眾在民間電視大獎 | 2022年2月7日 | 民選最佳男主角   | 呂爵安                       | 最後五強（排名第二） | [ 30 ]   |
| 觀眾在民間電視大獎 | 2022年2月7日 | 民選最佳男主角   | 黃德斌                       | 最後五強（排名第四） | [ 30 ]   |
| 觀眾在民間電視大獎 | 2022年2月7日 | 民選最佳男配角   | 邱士縉                       | 獲獎                 | [ 30 ]   |
| 觀眾在民間電視大獎 | 2022年2月7日 | 民選最佳男配角   | 陳子豐                       | 最後五強（排名第二） | [ 30 ]   |
| 觀眾在民間電視大獎 | 2022年2月7日 | 民選最佳男配角   | 楊偉倫                       | 最後十強（排名第六） | [ 30 ]   |
| 觀眾在民間電視大獎 | 2022年2月7日 | 民選最佳女配角   | 簡慕華                       | 獲獎                 | [ 30 ]   |
| 觀眾在民間電視大獎 | 2022年2月7日 | 民選最佳女配角   | 練美娟                       | 最後五強（排名第二） | [ 30 ]   |
| 觀眾在民間電視大獎 | 2022年2月7日 | 民選最佳女配角   | 徐㴓喬                       | 最後五強（排名第三） | [ 30 ]   |
| 觀眾在民間電視大獎 | 2022年2月7日 | 民選最佳電視歌曲 | 《不可愛教主》（盧瀚霆主唱） | 獲獎                 | [ 30 ]   |
| 觀眾在民間電視大獎 | 2022年2月7日 | 民選最佳戲劇拍檔 | 呂爵安、盧瀚霆               | 獲獎                 | [ 30 ]   |

## 取景地點
劇中主要在中環和尖沙咀一帶拍攝。包括香港摩天輪、The ONE16樓The AIR空中花園、尖東麽地道公園行人天橋、市政局百週年紀念花園、北角海濱長廊、赤柱美利樓和大澳。辦公室為位於銅鑼灣登龍街V Point的Q房網新總部。田一雄、賴嘉雯和袁慧珠扮演修女及KK與田一雄準備婚禮的地點為大埔區十四鄉井頭One-ThirtyOne。
在餐廳方面，田一雄（呂爵安飾）與凌少牧（盧瀚霆飾）第一集初次見面在堅尼地城爹核士街42nd Davis酒吧拍攝；地產公司同事們的聚腳點為尖沙咀棉登徑Time Park Lounge；翟國強（黃德斌飾）與袁慧珠（簡慕華飾）於第五集坦白的場面在樂富廣場Gochi拍攝；第四至五集的「麗寶扒房」則是堅尼地城Chill and Grill；第十集呂俊霖（邱士縉飾）與袁慧珠吃飯的貓咪咖啡廳為位於荃灣的貓之茶房。
礙於2019冠狀病毒病疫情持續而未能前往台灣取景，第十一集中翟國強與田一雄到台灣出差和遊玩、以及第十三至十四集中二人於台灣工作的片段皆為留港拍攝。

## 軼事
- 本劇為黃德斌和簡慕華在ViuTV首次飾演夫妻，連同在2012年無綫電視劇集《心戰》、2016年無綫電視劇集《鐵馬戰車》和2018年香港電台劇集《義想天開》之〈走一圈〉，兩人為罕有在香港有拍攝本土劇集的電視台（目前至少3個）均飾演過夫妻或戀人的演員[32]。
- 本劇為香港少見購買外地電視劇版權並翻拍的電視劇，翻拍版本更被原本的版權擁有者購回播放，在香港可謂極為罕見。[33]而在臺灣，本劇也同步上架至LINE TV、KKTV以及中華電信MOD。
- 本劇部分集數結束會播放盧瀚霆個人歌曲《不可愛教主》，以反映「阿牧」訴說單戀故事。[34]
- 本劇播放期間，主打「粟米肉粒飯」的大快活快餐店將飯名改名為「大粟的愛 阿活忌廉粟米肉粒飯」。[35]
- ViuTV於本劇播畢後的下一個星期連續四晚重播兩小時的原創日本版《大叔的愛》，並加設由本劇主要演員導賞的環節。[36]收視為4.1點。[37]
- 此外，翟國強（由黃德斌飾演）也在電影《闔家辣》再次登場，但未知是否與《大叔的愛》的劇情有關，還是只是一位同名同姓，性格相同的人物。
- 本劇令同時段翡翠台劇集《刑偵日記》以平均收視13.77點一度創下了無綫電視54年來最低收視，但紀錄事隔不足一年就被《雙生陌生人》的13.5點打破。[38]。

## 記事
- 2021年2月8日：本劇演員黃德斌、呂爵安、盧瀚霆、邱士縉、簡慕華、徐㴓喬、楊偉倫、陳子豐、練美娟及監製暨編審盧思麟出席記者會[39][40]，期間有日本傳媒出席並報道該活動[41]。
- 2021年4月21日：在新蒲崗進行拍攝海報探班活動。
- 2021年6月24日：日本官方宣布本劇由朝日電視台取得播映權，並會安排本劇於秋季播出[2]。
- 2021年6月26日：本劇大結局播映完畢，於23:00－23:30於ViuTV播映製作特輯《大叔的愛製作特輯》。
- 2021年7月14日：本劇演員黃德斌、呂爵安、盧瀚霆、邱士縉、簡慕華、徐㴓喬、陳子豐、練美娟出席宣傳活動[42][43]。
- 2021年7月16日：本劇演員黃德斌、簡慕華、徐㴓喬、陳子豐、練美娟於當晚大結局開始播出前在Facebook專頁透過Zoom進行直播[44]，大結局播畢後本劇演員呂爵安、盧瀚霆、邱士縉及監製暨編審盧思麟加入直播[45]。

## 註解
1. ↑  第一至七集、第十一及十五集片尾曲為「突如其來的心跳感覺」，第八至十、十二至十四集片尾曲為「不可愛教主」。

## 外部連結
- ViuTV：大叔的愛 （页面存档备份，存于）
- MakerVille：大叔的愛 （页面存档备份，存于）
- Anson Lo 盧瀚霆 & Edan呂爵安 《突如其來的心跳感覺》Official Music Video (ViuTV劇集《大叔的愛》主題曲) （页面存档备份，存于）
- 豆瓣电影上《大叔的愛》的資料 （简体中文）

## 電視節目的變遷
| 香港 ViuTV 星期一至五 21:30－22:30                               | 香港 ViuTV 星期一至五 21:30－22:30 | 香港 ViuTV 星期一至五 21:30－22:30 |
| ---------------------------------------------------------------- | --- | ---------------------------------- |
|                                                                  | 大叔的愛（香港版） （2021年6月28日－2021年7月16日） |                                    |
| 造美人（常規播放） （第1－15集） （2021年6月7日－2021年6月25日） | 大叔的愛（日本版）（附港版演員導賞） （星期一至四） （2021年7月19日－2021年7月22日）（20:30－22:30）奧運有得揀 （星期一至日） （2021年7月23日－2021年8月8日）（18:30－22:00） |                                    |